# 아메리칸 플래티넘 이글
아메리칸 플래티넘 이글(영어: American Platinum Eagle)은 미국의 공식 백금 주화이다. 1995년에 미국 조폐국장 필립 N. 디엘, 미국 주화 협회 회장 데이비드 L. 간즈, 플래티넘 길드 인터내셔널 이사 재크 루벤이 플래티넘 이글을 만드는 입법 과정을 시작했다. 2년이 넘는 작업 끝에 99.95% 순수 백금 주화가 미국 조폐국에서 1⁄10, 1⁄4, 1⁄2, 1 트로이 온스 단위로 발행되었다. 2008년 말에는 소액권 발행이 중단되고 1온스 단위만 남게 되었다. 플래티넘 이글은 미국 의회의 승인을 받았으며, 중량, 내용물 및 순도를 미국 조폐국이 보증한다. 앞면은 존 머칸티가 디자인했으며, 프레데리크 오귀스트 바르톨디의 자유의 여신상 (세상을 밝히는 자유)을 묘사한다.
주화의 프루프 버전은 주화 수집가들을 위한 것이며 대중에게 직접 판매되는 반면, 주화 버전은 조폐국이 승인한 구매자에게만 판매된다. 프루프 아메리칸 플래티넘 이글은 매년 디자인이 바뀌는 유일한 미국 주화라는 점에서 독특하다. 주화 버전은 매년 동일한 디자인으로 주조된다. 주조되는 동안, 미사용 플래티넘 이글은 프루프 디자인과 일치했으며, "W" 조폐국 마크가 새겨진 버니싱된 주화 블랭크에 주조되어 웨스트 포인트를 나타내며, 주화 버전과 더욱 구별된다.

## 액면가
1⁄10, 1⁄4, 1⁄2 트로이 온스 주화는 1 트로이 온스 주화와 디자인은 동일하지만, 뒷면에 주화의 무게와 액면가를 나타내는 표시(예: .9995 PLATINUM 1 OZ.)가 다르다. 주화의 경우 종종 그렇듯이, 이 주화들의 액면가 ($10, $25, $50, $100)는 주화로서의 발행 및 화폐 가치를 반영하는 법적 가치이다. 이 주화들은 액면가로 모든 공적 및 사적 부채에 대한 법정 통화이다. 1 트로이 온스 주화의 액면가 $100는 미국 주화에 나타난 액면가 중 가장 높다.
각 액면가의 사양은 다음과 같다:
| 액면가                 | 직경              | 두께               | 무게                 |
| ---------------------- | ----------------- | ------------------ | -------------------- |
| $10 (1⁄10 트로이 온스) | 16.5 mm (0.65 in) | 0.95 mm (0.037 in) | 0.1001 ozt (3.11 g)  |
| $25 (1⁄4 트로이 온스)  | 22.0 mm (0.87 in) | 1.32 mm (0.052 in) | 0.2501 ozt (7.78 g)  |
| $50 (1⁄2 트로이 온스)  | 27.0 mm (1.06 in) | 1.75 mm (0.069 in) | 0.5003 ozt (15.56 g) |
| $100 (1 트로이 온스)   | 32.7 mm (1.29 in) | 2.39 mm (0.094 in) | 1.0005 ozt (31.12 g) |

## 가치
주화의 본질적인 가치는 액면가보다 훨씬 크다. 한 가지 주목할 만한 사례는 로버트 카흐레 피고인이 직원들에게 본질적인 가치는 높지만 액면가는 매우 낮은 주화로 임금을 지급한 후, 낮은 액면가를 이용하여 세금 원천징수액을 0으로 신고하여 총 1억 2천만 달러를 사취한 혐의로 돈세탁 및 탈세 사건에 연루되었다.

## 연간 디자인
아메리칸 플래티넘 이글 프루프의 모든 액면가는 매년 디자인이 바뀐다. 1998년부터, 20주년을 기념하는 2017년 뒷면을 제외하고 각 디자인은 테마 시리즈의 일부였다.
- 1998–2002: 자유의 전망 시리즈는 미국 각 지역의 다양한 풍경에 있는 흰머리수리를 묘사하는 뒷면 디자인을 특징으로 했다.[10][11]
- 2006–2008: 민주주의의 기초 시리즈는 삼권분립을 상징하는 뒷면 디자인을 특징으로 했다.[12]
- 2009–2014: 헌법 전문 시리즈는 미국 헌법 전문을 강조하여 미국 민주주의의 핵심 개념을 탐구했다. 이 프로그램의 뒷면 디자인 테마는 미국 연방 대법원장 존 로버츠가 미국 조폐국의 요청으로 준비한 서술에서 영감을 받았다.[13]
- 2015–2016: 자유의 횃불 시리즈는 "국가의 핵심 가치인 자유와 해방"을 나타내는 예술적 주입 프로그램의 뒷면 디자인을 특징으로 했다.[14]
- 2018–2020: 독립선언문 전문 시리즈는 앞면에 자유의 여신과 독립선언문의 손글씨 한 단어 문구를 묘사하며, 새로운 공통 뒷면 디자인도 포함한다. 이 시리즈는 뒷면 디자인이 아닌 앞면 디자인을 다양하게 변경한 첫 번째 시리즈이며, 모든 디자인은 동일한 디자이너가 동시에 만들었다.[6]
- 2021–2025: 미국 수정 헌법 제1조 시리즈는 수정 헌법 제1조에 명시된 다섯 가지 자유를 강조한다.[15]

| 연도 | 디자인                       | 설명 | 디자이너 & 조각가                             |
| ---- | ---------------------------- | --- | --------------------------------------------- |
| 1997 | 이미지 확대하려면 클릭       | 미국 상공을 비상하는 독수리 | 토머스 D. 로저스                              |
| 1998 | 이미지 확대하려면 클릭       | 흰머리수리가 뉴잉글랜드와 등대가 있는 바위 해변 마을 상공을 비행; 하늘에는 보름달 | 토머스 D. 로저스                              |
| 1999 | 이미지 확대하려면 클릭       | 흰머리수리가 남동부 습지 상공을 비행하며 늪에서 기어가는 앨리게이터속 | 앨 말레츠키                                   |
| 2000 | 이미지 확대하려면 클릭       | 흰머리수리가 중서부 들판, 헛간, 집 상공을 비행 | 앨 말레츠키                                   |
| 2001 | 이미지 확대하려면 클릭       | 흰머리수리가 남서부 (특히 애리조나주)의 거대한 변경주선인장 선인장 상공을 비행 | 토머스 D. 로저스                              |
| 2002 | 이미지 확대하려면 클릭       | 급강하하는 흰머리수리와 눈 덮인 산과 나무가 경계를 이루는 호수가 있는 미국 북서부 | 앨 말레츠키                                   |
| 2003 | 이미지 확대하려면 클릭       | 흰머리수리가 미국 국기를 배경으로 로키 산맥 소나무 가지에 앉아 있다. | 앨 말레츠키                                   |
| 2004 | 이미지 확대하려면 클릭       | 뉴욕의 미국 세관 건물 밖에 있는 대니얼 체스터 프렌치의 아메리카라는 조각에서 영감을 받은 각인. | 도나 위버                                     |
| 2005 | 이미지 확대하려면 클릭       | 미국의 강점과 아름다움을 상징하는 문양이 새겨진 문장학적 방패에 앉아 있는 흰머리수리 | 도나 위버                                     |
| 2006 |                              | 미국 의회의 양원제 입법부를 상징하는 두 개의 기둥에 앉은 두 마리의 독수리 옆에 "입법의 뮤즈" | 디자이너: 조엘 이스코비츠 조각가: 돈 에버하트 |
| 2007 |                              | 행정부를 상징하는 흰머리수리 | 디자이너: 톰 클리블랜드 조각가: 피비 헴필     |
| 2008 |                              | 사법부를 상징하는 흰머리수리가 지켜보는 "정의의 여신" | 디자이너: 조엘 이스코비츠 조각가: 찰스 비커스 |
| 2009 |                              | 더 완벽한 연합을 형성하기 위해 "다양성을 상징하는 네 개의 얼굴과 원칙을 상징하는 옷과 머리카락의 엮임" | 디자이너: 수잔 갬블 조각가: 피비 헴필         |
| 2010 |                              | 정의를 확립하기 위해 "공정성을 상징하는 눈가리개를 한 정의의 여신이 전통적인 저울을 들고 월계수 가지를 들고 있다." | 디자이너: 도나 위버 조각가: 피비 헴필         |
| 2011 |                              | 국내 평화를 보장하기 위해 "광대한 국가와 다양한 견해를 상징하는 밀밭에서 나오는 수확의 여신. 왼손에는 밀 이삭을 들고 오른손으로는 내려앉는 비둘기를 향해 뻗어, 응집력 있지만 자유로운 사회에서 국가 평화의 성취를 나타낸다." | 디자이너: 조엘 이스코비츠 조각가: 피비 헴필   |
| 2012 | 이미지 확대하려면 클릭       | 공동 방위를 제공하기 위해 "초기 국가의 보호와 방어를 상징하는 독립 전쟁의 경계하는 민병대원. 민병대원은 소총과 책을 들고 있으며, 이는 국가를 방어하는 데 지식의 중요성을 상징한다."                                          | 디자이너: 바바라 폭스 조각가: 찰스 L. 비커스  |
| 2013 |                              | 일반 복지를 증진하기 위해 "맞물린 기어를 배경으로 한 젊은 미국, 주와 중앙 정부 간의 권력 상호 연결을 상징한다." | 디자이너: 조엘 이스코비츠                     |
| 2014 |                              | 우리와 우리 후손에게 자유의 축복을 확보하기 위해 "횃불을 들고 있는 젊은 자유의 여신, 미국의 희망과 약속을 상징한다." | 디자이너: 수잔 갬블 조각가: 조셉 메나         |
| 2015 |                              | 자유가 자유를 기른다 "자유와 흰머리수리, 자유를 상징한다. 지구와 태양광선이 전경에 있다." | 디자이너: 조엘 이스코비츠 조각가: 피비 헴필   |
| 2016 |                              | "자유의 여신이 오른손에는 깨달음의 횃불을, 왼손에는 평화를 상징하는 올리브 가지를 들고 있다. 올리브는 13개 원초 식민지를 나타낸다. 자유의 여신 옆에는 날개를 펼친 흰머리수리가 나타난다."                                    | 디자이너: 폴 C. 발란 조각가: 조셉 메나        |
| 2017 | 1997년 디자인, 2017년 재사용 | 미국 상공을 비상하는 독수리 20주년 기념 | 토머스 D. 로저스                              |
| 2018 |                              | 삶 "미래의 생계를 위한 씨앗을 심고, 서쪽으로 길을 밝히며, 잘 가꿔진 작물을 수확하는 자유의 여신" | 디자이너: 저스틴 쿤즈 조각가: 피비 헴필       |
| 2019 |                              | 자유 "개척자들이 서쪽으로 향하는 동안 대초원, 호수, 산을 지켜보는 자유의 여신" | 디자이너: 저스틴 쿤즈 조각가: 조셉 메나       |
| 2020 |                              | 행복 추구 "자유의 여신이 미래의 생계를 위해 씨앗을 심고, 서쪽으로 길을 밝히며, 잘 가꿔진 작물을 수확한다." |                                               |
| 2021 |                              | 종교의 자유 "앞면(머리) 디자인은 'WITH FREEDOM OF RELIGION LIBERTY GROWS'라는 문구로 둘러싸인 묘목과 도토리를 묘사한다." |                                               |
| 2022 |                              | 언론의 자유 "앞면(머리) 디자인은 'WITH FREEDOM OF SPEECH LIBERTY BLOSSOMS'라는 문구로 둘러싸인 어린 참나무를 특징으로 한다."                                                                                                 |                                               |
| 2023 |                              | 언론의 자유 "앞면(머리) 디자인은 'WITH FREEDOM OF THE PRESS LIBERTY BEARS FRUIT'라는 문구 속에 도토리가 달린 성숙한 참나무 가지를 묘사한다."                                                                                 |                                               |
| 2024 |                              | 집회의 권리 "앞면(머리) 디자인은 'WITH THE RIGHT TO ASSEMBLE LIBERTY SPREADS'라는 문구 사이에 여러 종류의 참나무 잎을 보여준다."                                                                                             |                                               |
| 2025 |                              | 청원할 권리 "앞면(머리) 디자인은 'WITH THE RIGHT TO PETITION LIBERTY ENDURES'라는 문구 사이에 성숙하고 넓게 퍼진 인상적인 참나무를 특징으로 한다. 강인함으로 알려진 참나무는 200년까지 살 수 있으며 인내의 상징이다."        |                                               |

## 10주년 기념 세트
2007년 11월 28일, 미국 조폐국은 아메리칸 이글 10주년 플래티넘 주화 세트를 발표했다. 1997년 플래티넘 이글 출시 10주년을 기념하기 위한 이 세트는 두 개의 반온스($50) 플래티넘 이글 주화를 포함했는데, 하나는 그해 초 발행된 2007년 프루프 주화와 동일했고 다른 하나는 동일한 디자인에 강화된 리버스 프루프 마감을 특징으로 했다. 플래티넘 이글의 리버스 프루프 버전은 이전에 아메리칸 실버 이글과 아메리칸 골드 이글의 20주년 기념으로 유사한 세트가 출시된 이후 처음으로 제공되었다. 진품 인증서와 함께 주화는 주화를 기울여 전시할 수 있도록 설계된 돔형 마호가니 상자에 담겨 있었다.
2007년 12월 13일, 1,949.95달러(백금 현물 가격보다 약 475달러 높은 가격)에 출시된 이 세트는 7일간 가구당 한 세트 제한으로 수집가들의 뜨거운 관심을 받았다. 첫 주 판매량은 최대 주문 발행량 30,000개 중 거의 절반에 해당하는 14,682개에 달했다. 그러나 백금 가격 변동으로 인해 조폐국은 2008년 2월 13일 판매를 중단했으며, 약 한 달 후 2,649.95달러에 판매를 재개했다. 초기에는 인상된 가격이 현물 가격보다 약 635달러 더 높은 프리미엄을 구성했다. 다음 달에는 백금 가격이 트로이 온스당 1,000달러 이하로 하락하여 추가적인 판매 중단과 최종 가격 1,249.95달러를 초래했다. 판매가 공식적으로 종료된 2008년 12월 31일, 즉 초기 출시 후 1년이 넘어서 조폐국은 총 19,583개의 판매량을 보고했다.

## 발행량
아래에 나열된 수치는 미국 조폐국에서 최종 감사한 발행량이며, 개별적으로 판매된 주화와 다중 주화 세트의 일부로 판매된 주화를 모두 포함한다. 2009년 이후에는 $100 (1 트로이 온스) 액면가만 제공되었다.

### 주화
주화용 플래티넘 이글은 2009년부터 2013년까지 발행되지 않았다. 마찬가지로 2015년에는 블랭크 수량이 부족하여 주화용 플래티넘 이글이 발행되지 않았다.
| 연도 | $10 – 1⁄10 oz. | $25 – 1⁄4 oz. | $50 – 1⁄2 oz. | $100 – 1 oz. |
| ---- | -------------- | ------------- | ------------- | ------------ |
| 1997 | 70,250         | 27,100        | 20,500        | 56,000       |
| 1998 | 39,525         | 38,887        | 32,419        | 133,002      |
| 1999 | 55,955         | 39,734        | 32,309        | 56,707       |
| 2000 | 34,027         | 20,054        | 18,892        | 10,003       |
| 2001 | 52,017         | 21,815        | 12,815        | 14,070       |
| 2002 | 23,005         | 27,405        | 24,005        | 11,502       |
| 2003 | 22,007         | 25,207        | 17,409        | 8,007        |
| 2004 | 15,010         | 18,010        | 13,236        | 7,009        |
| 2005 | 14,013         | 12,013        | 9,013         | 6,310        |
| 2006 | 11,001         | 12,001        | 9,602         | 6,000        |
| 2007 | 13,003         | 8,402         | 7,001         | 7,202        |
| 2008 | 17,000         | 22,800        | 14,000        | 21,800       |
| 2014 | -              | -             | -             | 16,900       |
| 2016 | -              | -             | -             | 20,000       |
| 2017 | -              | -             | -             | 20,000       |
| 2018 | -              | -             | -             | 30,000       |
| 2019 | -              | -             | -             | 40,000       |
| 2020 | -              | -             | -             | 56,500       |
| 2021 | -              | -             | -             | 75,000       |

### 프루프
| 연도   | $10 – 1⁄10 oz. | $25 – 1⁄4 oz. | $50 – 1⁄2 oz. | $100 – 1 oz. |
| ------ | -------------- | ------------- | ------------- | ------------ |
| 1997-W | 36,993         | 18,628        | 15,431        | 20,851       |
| 1998-W | 19,847         | 14,873        | 13,836        | 14,912       |
| 1999-W | 19,133         | 13,507        | 11,103        | 12,363       |
| 2000-W | 15,651         | 11,995        | 11,049        | 12,453       |
| 2001-W | 12,174         | 8,847         | 8,254         | 8,969        |
| 2002-W | 12,365         | 9,282         | 8,772         | 9,834        |
| 2003-W | 9,534          | 7,044         | 7,131         | 8,246        |
| 2004-W | 7,161          | 5,193         | 5,063         | 6,007        |
| 2005-W | 8,104          | 6,592         | 5,942         | 6,602        |
| 2006-W | 10,205         | 7,813         | 7,649         | 9,152        |
| 2007-W | 8,176          | 6,017         | 25,519        | 8,363        |
| 2008-W | 5,138          | 4,153         | 4,020         | 4,769        |
| 2009-W | -              | -             | -             | 7,945        |
| 2010-W | -              | -             | -             | 9,871        |
| 2011-W | -              | -             | -             | 14,790       |
| 2012-W | -              | -             | -             | 9,081        |
| 2013-W | -              | -             | -             | 5,763        |
| 2014-W | -              | -             | -             | 4,596        |
| 2015-W | -              | -             | -             | 3,886        |
| 2016-W | -              | -             | -             | 9,151        |
| 2017-W | -              | -             | -             | 8,892        |
| 2018-W | -              | -             | -             | 13,724       |
| 2019-W | -              | -             | -             | 9,869        |

### 미사용 (버니싱)
| 연도   | $10 – 1⁄10 oz. | $25 – 1⁄4 oz.. | $50 – 1⁄2 oz. | $100 – 1 oz. |
| ------ | -------------- | -------------- | ------------- | ------------ |
| 2006-W | 3,544          | 2,676          | 2,577         | 3,068        |
| 2007-W | 5,556          | 3,690          | 3,635         | 4,177        |
| 2008-W | 3,706          | 2,481          | 2,253         | 2,876        |

## 같이 보기
- 아메리칸 골드 이글
- 아메리칸 실버 이글
- 아메리칸 팔라디움 이글
- 캐나다 플래티넘 메이플 리프
- 이글 (미국 주화)
- 인플레이션 헤지
- 백금 주화
- 투자로서의 백금
- 1조 달러 주화